# Kraken I
Kraken I es el álbum debut del grupo de hard rock y heavy metal colombiano Kraken. Fue lanzado al mercado el 7 de diciembre de 1987 a través de Codiscos. El primer sencillo del álbum fue «Todo Hombre es una Historia»/«Muere Libre». Su segundo sencillo fue «Escudo y Espada»/«Soy Real». 
En el año 2015 sería incluido dentro de los álbumes históricos del Rock colombiano por el crítico argentino Pablo Wilson en su libro "Rock colombiano: 100 discos, 50 años" ubicándolo en la 6 posición.

## Lanzamiento y recepción
En 1986 se logra concretar la grabación del primer sencillo de la banda con el respaldo del tradicional sello Codiscos sin embargo, la poca tradición del género en Colombia y el riesgo que implicaba impulsar la producción masiva del sencillo generó desconfianza a la disquera que requirió al menos 500 firmas de personas comprometidas a comprar las primeras copias del trabajo que incluiría «Todo Hombre es una Historia» como cara A respaldado por «Muere Libre», que al final agotarían hasta 10 ediciones, es decir vendería 10 000 copias. Al año siguiente se publicaría el segundo sencillo con resultados muy buenos que finalmente convencieron a los dirigentes del sello del éxito que resultaría publicar un larga duración y a mediados de 1987 se realizaría la grabación de su primer álbum en vinilo de nombre Kraken.
Con este primer LP Kraken irrumpió en una escena que comercialmente estaba dominada por la música tropical, popular y todo lo que se pueda relacionar con el vallenato, salsa, merengue, etc. No obstante la recepción por parte de la naciente cultura metalera fue tal que el grupo logró reconocimiento inmediato que lo convertiría con los años en un referente del rock duro en Latinoamérica. La respuesta comercial fue bastante positiva se considera que logró vender cerca de 150 000 copias en pocos meses a nivel nacional. Así, Kraken fue la primera banda de rock duro colombiano en tener gran aceptación en el medio televisivo y radial, lo que llevó inmediatamente a su primera gira nacional y la producción de su segundo álbum.

## Estilo musical y temas
El contenido musical del álbum se puede enmarcar íntegramente dentro del Heavy Metal aunque temas como "Todo hombre es una historia", "Fugitivo" o "Muere libre" por su contenido lírico pueden bien catalogarse como Rock Urbano; las temáticas en general de este álbum son contestatarias y también reivindicativas hacia la naciente identidad rockera en una época donde ser Punk o Metalero era mal visto por la conservadora sociedad colombiana y antioqueña; mientras que "Soy Real" y "Aves Negras" mostraban un contenido más influenciado por el Rock Progresivo que se desarrollaría más ampliamente en Kraken II.

## Lista de canciones
| N.º | Título                        | Duración |  |
| 1.  | «Todo hombre es una historia» | 04:47    |  |
| 2.  | «No me hables de amor»        | 04:28    |  |
| 3.  | «Soy real»                    | 05:11    |  |
| 4.  | «Nada ha cambiado aún»        | 05:03    |  |
| 5.  | «Escudo y espada»             | 05:43    |  |
| 6.  | «Fugitivo»                    | 05:32    |  |
| 7.  | «Muere libre»                 | 03:57    |  |
| 8.  | «Aves negras»                 | 05:34    |  |

## Músicos
- Elkin Ramírez: letras, líricas y voz.
- Hugo Restrepo: guitarra Líder.
- Ricardo Posada: guitarra Líder.
- Jorge Atehortua: bajo eléctrico.
- Gonzalo Vásquez: batería.